# Ніколоз Ізорія
Ніколоз Ізорія (груз. ნიკოლოზ იზორია; 31 серпня 1985, Поті) — грузинський боксер, призер чемпіонату Європи серед аматорів.

## Аматорська кар'єра
2002 року Ніколоз Ізорія став призером чемпіонату світу серед юніорів.
На кваліфікаційному чемпіонаті Європи 2004 у найлегшій вазі зайняв друге місце і отримав путівку на Олімпійські ігри 2004.
- У 1/16 фіналу переміг Вінченцо Пікарді (Італія) — 20-10
- У 1/8 фіналу переміг Дона Бродхерста (Англія) — 35-16
- У чвертьфіналі переміг Кадрі Корделя (Туреччина) — 37-17
- У півфіналі переміг Анджея Ржаного (Польща) — 27-15
- У фіналі програв Георгію Балакшину (Росія) — 21-39

На Олімпійських іграх 2004 переміг Валіда Шерифа (Туніс) — 24-14 і програв Фуаду Асланову (Азербайджан) — 21-27.
На чемпіонаті світу 2005 у найлегшій вазі і на чемпіонаті Європи 2006 у легшій вазі програв у другому бою.
На чемпіонаті світу 2007 програв у першому бою.
Ніколоз Ізорія кваліфікувався на Олімпійські ігри 2008 у напівлегкій вазі. На Олімпіаді переміг Тато Батшегі (Ботсвана) — 14-4 і програв Шахіну Імранову (Азербайджан) — 9-18.
Брав участь у чемпіонаті Європи 2011, програвши в другому бою, і чемпіонаті світу 2011, програвши у першому бою.